# Microweisea ovalis
Microweisea ovalis är en skalbaggsart som först beskrevs av Leconte 1878.  Microweisea ovalis ingår i släktet Microweisea och familjen nyckelpigor. Inga underarter finns listade i Catalogue of Life.